# Старый Тикко

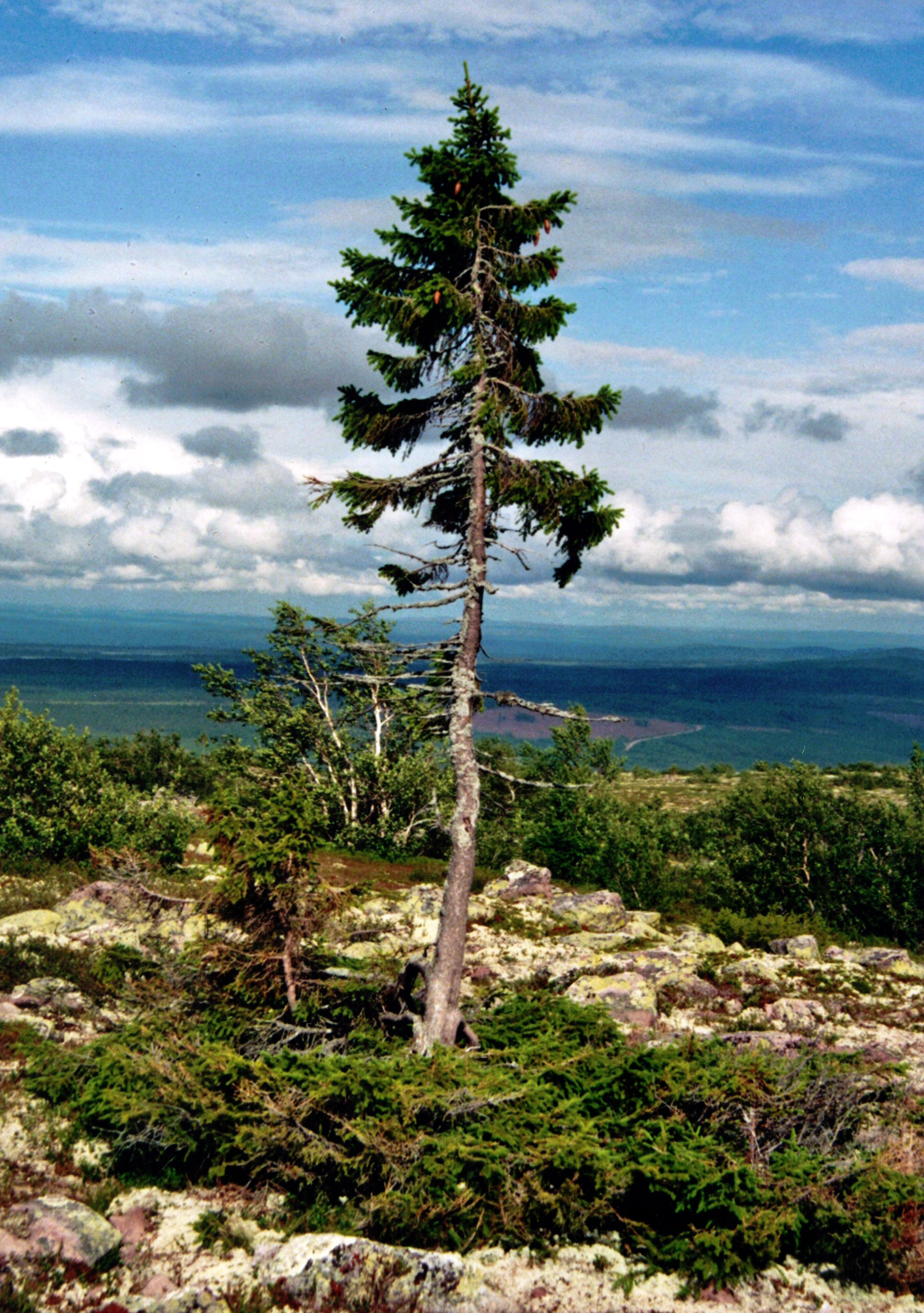
Старый Тикко

Ель «Старый Тикко» — растение вида ели обыкновенной, которое растет на горе Фулуфьеллет в провинции Даларна в Швеции. Старый Тикко признан старейшим из известных живых экземпляров ели обыкновенной и четвёртым старейшим деревом-клоном в мире. По приблизительным оценкам, возраст его корневой системы составляет 9565 лет, тогда как видимой (надземной) части несколько сотен лет.
Был открыт в 2004 году. Один из первооткрывателей дерева, профессор физической географии в университете Умео Лейф Куллман, дал ему название «Старый Тикко» в честь своего покойного пса.

## Возраст и открытие
Исследователи оценивают возраст корневой системы ели «Старый Тикко» в 9565 лет, что делает её старейшим из известных в мире экземпляров ели обыкновенной. Она расположена в национальном парке Фулуфьеллет в провинции Даларна в Швеции. Высота её надземной части доходит до 5 метров. 
Возраст дерева был определён датированием его корневой системы по углероду-14, в ходе которого были обнаружены корни возрастом 375, 5660, 9000 и 9550 лет. Радиоуглеродное датирование не позволяет установить точный год прорастания дерева из семени; однако было установлено, что Старый Тикко пророс около 7550 года до н. э. Для сравнения, изобретение письменности — и, как следствие, начало письменной истории — возникло около 4000 лет до н. э. 
Исследователи обнаружили около 20 елей в той же местности, все возрастом более 8000 лет. Ранее учёные считали ель обыкновенную относительно новым видом для Швеции, мигрировавшим на её территорию около 2000 лет назад. Предполагаемый возраст Старого Тикко близок к максимально возможному для данной области, так как около 10 тыс. лет назад территория горы Фулуфьеллет была покрыта ледником.   
В течение тысячелетий дерево сохраняло низкорослую кустарниковую форму (также известную как криволесье) из-за суровых условий окружающей среды. Его выживанию способствовало вегетативное размножение, при котором ствол дерева может отмирать и отрастать несколько раз, но корневая система остается нетронутой и, в свою очередь, даёт росток другого ствола. Длительность жизни одного ствола составляет не более 600 лет и, когда он умирает, на его месте со временем вырастает новый. В зимнее время снег может придавливать низко лежащие ветки дерева к земле, где они укореняются и выживают, чтобы вновь начать расти в следующем году.  Этот процесс известен как размножение отводками. Другие деревья, такие как секвойя и туя складчатая, по имеющимся сведениям, также размножаются отводками. 
В XX веке надземная часть Старого Тикко проросла из кустарниковой в древообразную форму. Профессор физической географии в университете Умео Лейф Куллман, открывший дерево и давший ему название в честь своего покойного пса, объяснил этот скачок роста глобальным потеплением климата. 

## Доступ

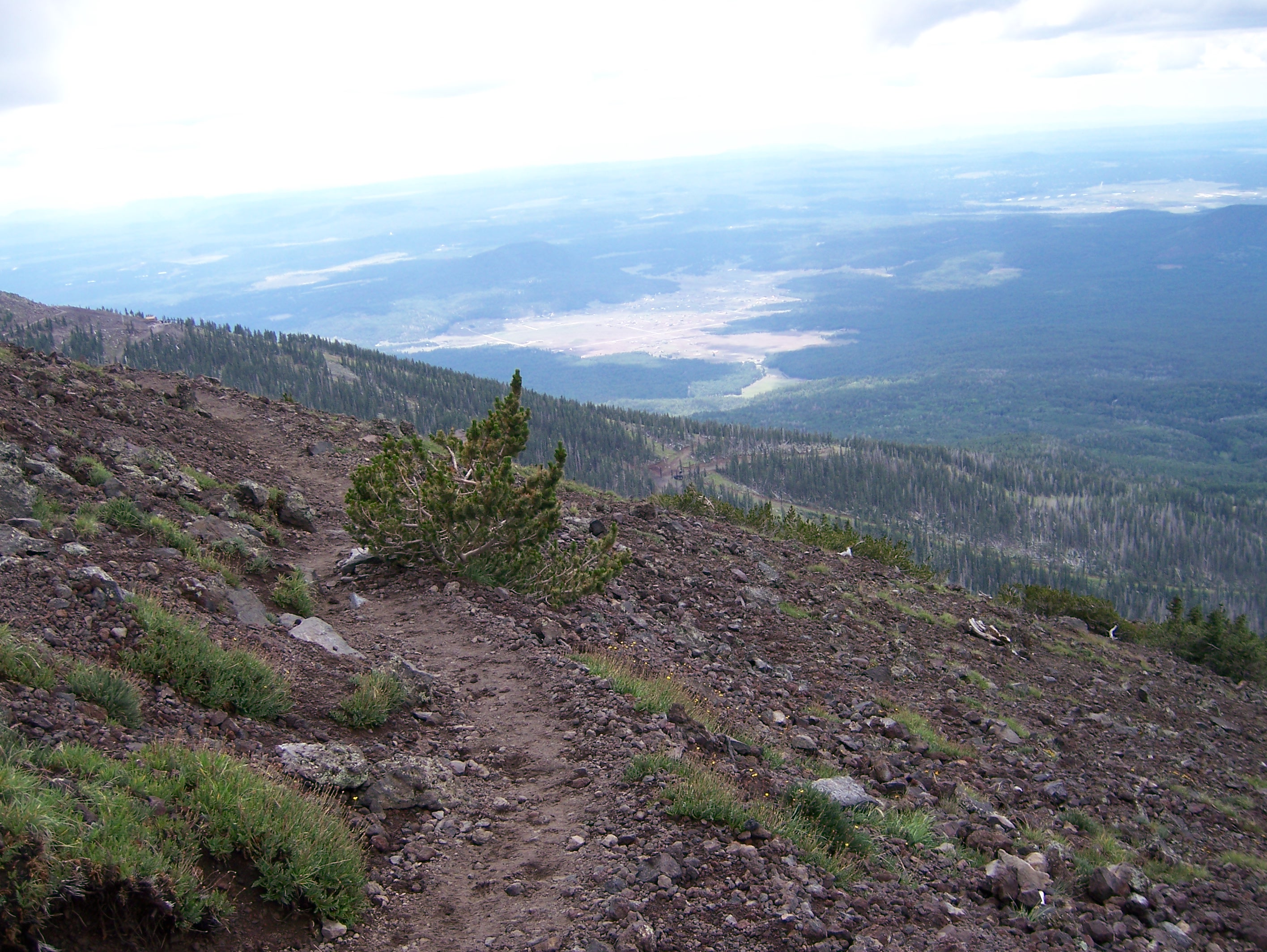
Пример низкорослого дерева, растущего в криволесном виде

К ели «Старый Тикко» ведёт небольшая тропинка. Как сообщается, она не отмечена на карте, так как смотрители парка Фулуфьеллет не хотят содействовать наплыву туристов. На входе в парк расположен Naturum — один из туристических центров, находящихся на территориях нескольких национальных парков Швеции. Частью его программы является организация бесплатных экскурсий к Старому Тикко. Природоохранные власти также рассматривают возможность поставить ограждение вокруг дерева, чтобы защитить его от возможных вандалов и охотников за трофеями. 

## О клонировавшихся долгожителях
Древнейшее из живущих неклональных деревьев, возраст которого определён с помощью дендрохронологии, на сегодняшний день (2025 год) имеет возраст 5075 лет (прежний рекорд принадлежал «Мафусаилу» — 4855 лет). Оба дерева являются экземплярами сосны остистой межгорной, распространённой в Калифорнии. 
В результате процесса, известного как размножение отводками (когда ветвь входит в контакт с землей, она пускает новые корни) или вегетативное размножение (когда ствол умирает, а корневая система ещё жива и способствует росту нового ствола), гибель ствола не обязательно означает гибель всего растения, поэтому среди клональных растений есть экземпляры гораздо большего возраста, чем неклональные: например, ларрея трёхзубчатая, или креозотовый куст — «Король-клон», чей возраст, по оценкам, составляет почти 12 000 лет. Среди клональных колоний (множеств деревьев, объединённых общей корневой системой) есть много гораздо более старых — например, «Пандо» возрастом, по оценкам, более 80 000 лет.